# Vesmírná architektura
Vesmírná architektura sestává z teorie a praxe navrhování a budování prostředí pro člověka ve vesmíru. Jde o multidisciplinární pole, ve kterém jsou kromě architektury a inženýrství (především leteckého a kosmického) relevantní také obory jako psychologie, fyziologie nebo sociologie. Hlavním cílem tohoto podoboru je zajistit lidem prostředí, ve kterém budou schopni žít a pracovat. Podobně jako u pozemské architektury je významné rozvíjet komplexní chápání faktorů, které ovlivňují úspěšnost návrhu, a to pomocí pohledu nad rámec jednotlivých částí a systémů. Spolupráce vesmírných agentur s architekty byla nevyhnutelná, aby bylo možné řešit efektivně a funkčně požadavky astronautů, včetně požadavků přesahujících rámec potřeb pro přežití. Ačkoli má praxe zapojování architektů do vesmírných programů mnohem starší kořeny, největší vývoj nastal v důsledku vesmírného závodu na Měsíc v 60. letech 20. století.
Vesmírní architekti se musejí v kosmickém prostředí potýkat s mnohými limity a problémy. Příklady může být nedostatek atmosféry a gravitace, problematika teploty a psychické problémy, které plynou z uzavřeného prostředí či nedostatečné sociální rozmanitosti a interakce. Tyto specifické charakteristiky vesmíru tvoří výzvu pro architekty ve zkoumání nových paradigmat, kreativní představivosti a experimentování s novými koncepty a udržitelností. Kromě zabezpečení fyzických rizik je potřeba brát v potaz také psychologické, sociální a kulturní nároky, jelikož se tyto aspekty vzájemně ovlivňují. V případě dlouhodobého stavu beztíže či snížené gravitace je smyslová deprivace hlavním psychologickým problémem, a pojí se s pocity osamění, klaustrofobie a deprese. Cílem vesmírných architektů je minimalizovat podobné následky, jedním z možných přístupů je simulace a integrace některých Zemských vnějších vlivů do vesmírného prostředí. Může jít například o časové cykly, osvětlení, atmosférické podmínky, teplotu, zvuk, představu vzdálenosti, vůně, texturu, uzavřenost, orientaci, a další aspekty, které mají vliv na pohodlí a pohodu jedinců.

## Čeští vesmírní architekti
Také v českém prostředí je tato tematika aktuální, jak dokazuje například úspěšný projekt Czech Space Week, který vznikl ve spolupráci CzechInvest a Ministerstva dopravy. Webové stránky Czech Space News celoročně informují o novinkách ze světa vesmírných technologií a popularizují tematiku vesmíru ve všech možných odvětvích. I mezi Čechy najdeme úspěšné zástupce vesmírných architektů, jako je Ondřej Doule, Tomáš Rousek nebo Jan Lukačevič. Ondřej Doule se ve spolupráci agenturou NASA podílel na plánování základny na Marsu či na návrhu orbitálního hotelu Omicron a spolupracoval také na projektu Londýnského mrakodrapu Shard. Na Czech Space Weeku v roce 2021 prezentoval Tomáš Rousek svůj návrh lunárního vozidla inspirovaného vozy Škoda auto (model Škoda Luniaq) a navrhl projekt Nová Praha na Měsíci. Zaměřuje se na vesmírnou i pozemskou architekturu, digitální design, internetové projekty a grafiku. Spolupracuje s NASA Habitation Team nebo Neuroscience Laboratory. Rousek je autorem návrhu vesmírné verze hydroponického systému a spoluautorem obytného modulu propojeného se skleníky s uzavřeným ekosystémem. Kromě projektů vesmírné architektury se na Zemi podílel například na stavebních systémech z recyklovaného plastu, zelené infrastruktuře v Londýně nebo evropském projektu na čištění vody na Zemi i ve vesmíru. Jak Lukačevič spolupracuje s NASA na vývoji nového typu 3D tisku, který budou moci využívat astronauté na tisk nářadí či náhradních dílů.

## Environmentální perspektiva
Vesmírná architektura vzhledem k extrémním podmínkám kosmu vytváří tlak na recyklaci a uzavřenost systému užívaných materiálů a zdrojů. Vesmírní architekti ve svých plánech pro vesmírná plavidla užívá množství zelených technologií, například Tomáš Rousek u lodi na Mars navrhl pohon, který by pomocí otáčení generoval gravitaci a v meziplanetárním prostoru využívala solární elektrický pohon. Technologie původně vyvíjené pro extrémní podmínky vesmíru lze využít i na Zemi a inspirovat se udržitelnými technologiemi, které jsou v kosmu esenciální. Příkladem může být americká Sustaibility Base (Udržitelná základna), tzv. První měsíční základna na Zemi. Tato kancelářská budova postavená ve výzkumném centru AMES pod křídly NASA obsahuje inteligentní technologie, jež byly navrženy pro kosmické stanice či rakety.
Významnou část plánů i dalších vesmírných architektů tvoří práce s materiály, které jsou přístupné na místě stavby, například na Měsíci je možné využít měsíční prach k tisku obydlí pomocí robotických systémů a mikrovln. V rámci uzavřenosti systému je vhodné také těžit suroviny na místě stavby, ať již na Měsíci či Marsu, lze se soustředit například na těžbu zeminy, kovů, ledu pro výrobu vody nebo výrobu nástrojů z tamních zdrojů. Ulehčí se také náloži vesmírných lodí a bude potřeba méně paliva, než kdyby se těžké stavební materiály dovážely ze Země. Podobně jako je ve vesmíru potřebné soustředit se na udržitelnost kvůli přežití, i na Zemi je stále aktuálnější vnímat význam udržitelnosti.
Z environmentální perspektivy se ozývají také nesouhlasné názory s usazováním lidstva na mimozemských tělesech. Lori Marino tvrdí, že problémy, které má lidstvo na Zemi, nás budou následovat na jakoukoliv další planetu a opakovat se, jelikož se změnou obývané planety se samo o sobě nezmění lidské chování. Autorka vychází z premisy, že pokud lidstvo se neumí chovat udržitelně na jedné planetě, nebude se umět chovat udržitelně ani jinde. Lidské dopady na planetu Zemi (přelidněnost, překračování planetárních mezí zdrojů, klimatická krize, masové vymírání druhů) jsou pro autorku důvodem toho, proč by lidstvo dál do vesmíru směřovat nemělo. Tento koncept, který popisuje pocit, že si lidé za ekologická provinění zaslouží raději vyhynout, nežli kolonizovat mimozemská tělesa, definuje Smith jako ekonihilismus. Ten se odvíjí od domněnek, které souvisí s nevyhnutelností zkázy Země, problematikou morální etiky (rovnosti všech druhů) či kolektivní vinou.